# Hongsipu (häradshuvudort i Kina, Ningxia Huizu Zizhiqu, lat 37,40, long 106,06)
Hongsipu är en häradshuvudort i Kina. Den ligger i den autonoma regionen Ningxia, i den nordvästra delen av landet, omkring 120 kilometer söder om regionhuvudstaden Yinchuan. Antalet invånare är 73 750. Befolkningen består av 35 743 kvinnor och 38 007 män. Barn under 15 år utgör 27,0 %, vuxna 15-64 år 68 %, och äldre över 65 år 3,0 %.
Runt Hongsipu är det ganska tätbefolkat, med 52 invånare per kvadratkilometer. Det finns inga andra samhällen i närheten. Trakten runt Hongsipu består till största delen av jordbruksmark.
Genomsnittlig årsnederbörd är 367 millimeter. Den regnigaste månaden är juli, med i genomsnitt 81 mm nederbörd, och den torraste är december, med 1 mm nederbörd.